# リトル・キックス
『リトル・キックス』（Little Kix）は2000年に発売されたマンサンのサード・アルバムである。全英12位。
ピンク・フロイドのギタリストであるデヴィッド・ギルモアが所有するアストリア・スタジオにてレコーディングが行なわれた。なお、ポールは今回のアルバムではプロデューサー業に関わっていない。

## 収録曲
- 特筆ない限り作詞作曲はポール・ドレイパー

1. バタフライ（ア・ニュー・ビギニング） - "Butterfly (A New Beginning)" （ポール・ドレイパー、ドミニク・チャド）- 5:52
2. アイ・キャン・オンリー・ディサポイント・U - "I Can Only Disappoint U" （ポール・ドレイパー、ドミニク・チャド）- 4:47
3. カムズ・アズ・ノー・サプライズ - "Comes as No Surprise" - 4:01
4. エレクトリック・マン - "Electric Man" - 5:21
5. ラヴ・イズ… "Love Is..." - 4:37
6. サウンドトラック・4・2・ラヴァーズ "Soundtrack 4 2 Lovers" （ポール・ドレイパー、ドミニク・チャド）- 4:11
7. フォーギヴ・ミー - "Forgive Me" - 4:44
8. アンティル・ザ・ネクスト・ライフ - "Until the Next Life" - 4:49
9. フール - "Fool" - 4:17
10. ウィー・アー・ザ・ボーイズ - "We Are the Boys" - 4:25
11. グッバイ - "Goodbye" - 5:10